# Българска работническа социалдемократическа партия (обединена)
Българската работническа социалдемократическа партия (обединена) е лява политическа партия, отделила се от БРСДП след разцеплението между крайното марксистко и реформисткото крило през 1903 г. Първоначално наричана Българската работническа социалдемократическа партия (широки социалисти), през 1908 г. тя се преименува на БРСДП (обединена) след присъединяването към нея на група тесни социалисти, начело с Никола Харлаков и Георги Бакалов.
Привържениците на БРСДП (ш.с.) се обявяват не за класова борба, а за класово сътрудничество на пролетариата с буржоазията и селяните и съответно се наричат „общоделци“ по името на издаваното от лидера ѝ Янко Сакъзов списание „Общо дело“ (1900 – 1905). Идеологията на българските социалдемократи (БРСДП(ш.с.) и БРСДП(о))  е българска разновидност на кауцкианския марксизъм:   "Oбщоделството". Кауцкианският марксизъм е учението на австрийския социалдемократ Карл Кауцки. Най-характерното за кауцкианския марксизъм и за бернщайниския марксизъм е категоричното отричане на идеята за диктатура на пролетариата и проповядването на социална демокрация и социалреформизъм. Това са демократичните разновидности на марксизма. Основната идея на "Oбщоделството", развита от Янко Сакъзов е, че социалистическото движение е "общо дело" на хора от всички класи и прослойки. 
 Членовете на партията са основно земеделци, чиновници и други наемни работници (индустриалните работници са определено по-малко), занаятчии и свободни професии-интелектуалци. 

## История
БРСДП (о) се отнася с резерви към създаването на Балканския съюз през 1912 г., като водачът ѝ Янко Сакъзов предупреждава от парламентарната трибуна за възможен крах на патриотичните надежди. На проведените избори след поражението в Междусъюзническата война през 1913 г. партията влиза в парламента с 19 депутати. Тя е за неутралитет на България в Първата световна война.
За разлика от „тесните социалисти“, БРСДП (о) не се отказва от участие в коалиции, начело с буржоазните партии. Затова партията взема участие в Патриотичния блок, в правителството на Малинов – Костурков от 1918 г., на Теодор Теодоров от 1919 г. Янко Сакъзов като министър на промишлеността, търговията и труда въвежда 8-часовия работен ден в България и редица други реформи в трудовото законодателство. Министри в същия кабинет от БРСДП (о) последователно са д-р Петър Джидров – на правосъдието, и Кръстю Пастухов – министър на вътрешните работи.
С участието си в правителството на Александър Цанков, дошло на власт с Деветоюнския преврат, БРСДП (о) минава на ясно антикомунистически позиции и на изборите през ноември 1923 г. участва в коалицията, водена от Сговора. Същевременно в партията има различни становища относно участието в кабинета и през месец февруари 1924 г. БРСДП (о) преминава официално в опозиция.
На извънредния конгрес през 1926 г. се оформят три политически линии – първата на Кръстю Пастухов, Коста Лулчев, Григор Чешмеджиев е за самостоятелно политическо действие на БРСДП (о), втората – Асен Цанков, Димо Казасов и д-р Петър Джидров застава зад становището за политическа подкрепа на правителството и третата – Константин Бозвелиев и Янко Сакъзов се бори за компромис и помирение между двете групи. През октомври 1926 г. начело с изключения от партията д-р П. Джидров се формира Федерация на работническите социалистически организации и групи в България, или т.нар. Социалистическа федерация. През 1932 г. Социалистическата федерация и партията се обединяват, с което се слага край на това разцепление. През 1932 г. част от членовете на партията преминават в Народното социално движение на Александър Цанков.
След преврата начело с Кимон Георгиев на 19 май 1934 г. политическите партии, в т.ч. и БРСДП (о) са забранени. БРСДП (о) се обявява решително против преврата. В последващия десетгодишен период, нейните дейци запазват връзките помежду си посредством участието в кооперативното движение (Кооперативна централа „Напред“, Съюзът на популярните банки и др.) и предприемат активни политически действия заедно с представителите на други партии. Основната теза е възстановяването на Търновската конституция. През 1935 г. партията отказва поканата на БРП за сформиране на Народен фронт, а през следващата година става един от учредителите на опозиционната Петорка.
По време на Втората световна война някои представители на БРСДП (о), като Григор Чешмеджиев, се включват в създадения от комунистите Отечествен фронт, докато други дейци на партията като Кръстю Пастухов категорично се дистанцират от сътрудничество с тях. След 9 септември 1944 г. партията е възстановена под името БРСДП, като Григор Чешмеджиев и Димитър Нейков стават министри в правителството на Кимон Георгиев.
През януари 1945 г. от левите среди в БРСДП започват атака за налагане курс на сътрудничество с БРП (к). От ЦК са изключени Кръстю Пастухов, Иван Пастухов и д-р Георги Петков. През месец май 1945 г. начеват опитите за отстраняване и на Коста Лулчев като главен секретар на БРСДП и замяната му с Димитър Нейков. След като прокомунистическите кръгове овладяват партийното ръководство, през лятото на 1945 г. социалдемократите в лицето на Коста Лулчев, Григор Чешмеджиев, Кръстю Пастухов, д-р Атанас Москов, д-р Георги Петков и др. обявяват формирането на БРСДП (о) и заедно с БЗНС на Никола Петков преминават в опозиция.
На 16 септември 1945 г. излиза първия брой на партийния вестник „Свободен народ“. Неговият първи директор Григор Чешмеджиев умира същия ден. През пролетта на 1946 г. започва открития терор на комунистическото управление срещу опозиционната социалдемокрация. За статиите „Не ме изкушавайте лицемери“ и „Нашата войска“, публикувани във вестник „Свободен народ“, Кръстю Пастухов е арестуван и осъден на пет години затвор. Удушен в Сливенския затвор на 25 август 1949 г. За статията „Не разрушавайте всички мостове“ с присъда и затвор го последва гл. редактор на в. „Свободен народ“ Цвети Иванов, загинал трагично в концлагера в Белене на 15 юли 1950 г.
На изборите за VI велико народно събрание през месец октомври 1946 г., БРСДП (о) участва заедно с БЗНС на Никола Петков и независими интелектуалци като Обединена опозиция. В парламента попадат, въпреки терора, 9 социалдемократи: Коста Лулчев, Иван Копринков, Христо Пунев, Петър Анастасов, Крум Славов, Петър Братков, Петко Търпанов, д-р Георги Петков и д-р Петър Дертлиев. Те са избрани за народни представители в състава на Обединената опозиция.
Социалдемократите не са засегнати от отстраняването на земеделците от парламента през лятото на 1947 г. и техните депутати подписват Димитровската конституция, но през следващите месеци конфликтът им с правителството се изостря и на 1 юли 1948 г. Коста Лулчев и други лидери на партията са арестувани, а през ноември са осъдени в показен процес на различни срокове затвор. По данни на Държавна сигурност при ликвидирането на партията тя има 5 865 членове.
Част от БРСДП (о) не преминава в опозиция през 1945 г. и остава в управляващата коалиция под името БРСДП – ОФ. През 1948 г. тя е слята с БРП при условие, като от 34 551 членове, около 18 000 са приети в комунистическата партия, а останалите се разглеждат от режима като политически ненадеждни.
На 30 юни 1948 г. в самолета, отклонен от полковник Михалакев към Истанбул (Турция), попада д-р Георги Петков. Узнал за съдбата на своите съпартийци, той емигрира във Франция. През 1949 г. в Париж, д-р Г. Петков възстановява Българската социалдемократическа партия (о) в изгнание, а през 1951 г. тя става един от учредителите на Социалистическия интернационал. През 1955 г. започва да излиза вестник „Свободен народ“ като орган на партията в изгнание. След смъртта на д-р Георги Петков през 1968 г., в САЩ неговото дело продължава Стефан Табаков, който във Виена (Австрия) списва емигрантските броеве на в. „Свободен народ“. Вестникът продължава своето съществуване до 1992 г.

## Участия в избори

### Парламентарни
| година         | избори                  | гласове | %     | резултат |
| -------------- | ----------------------- | ------- | ----- | -------- |
| 1908           | Народно събрание        | 6 114   | 1,3%  | 0 / 203  |
| юни 1911       | Велико Народно събрание | 6 230   | 1,1%  | 5 / 208  |
| септември 1911 | Народно събрание        | 12 715  | 2,5%  | 0 / 212  |
| 1913           | Народно събрание        | 55 157  | 10,3% | 19 / 204 |
| 1914           | Народно събрание        | 45 235  | 5,9%  | 8 / 245  |
| 1919           | Народно събрание        | 84 185  | 13,1% | 38 / 237 |
| 1920           | Народно събрание        | 55 452  | 1,6%  | 9 / 232  |
| април 1923     | Народно събрание        | 27 816  | 2,6%  | 0 / 245  |
| ноември 1923   | Народно събрание        | 68 943  | 6,9%  | 19 / 247 |
| 1927           | Народно събрание        | –       | –     | 10 / 261 |
| 1931           | Народно събрание        | –       | –     | 5 / 273  |
| 1939           | Народно събрание        | 26 672  | 1,3%  | 3 / 160  |
| 1945           | Народно събрание        | –       | –     | 31 / 276 |
| 1946           | Народно събрание        | 79 774  | 1,9%  | 9 / 465  |